# Estabilidad (filosofía)
El concepto de estabilidad designa la cualidad de una situación en la que está siendo mantenida alguna regularidad, independientemente de si sea dinámicamente (como habitualmente sucede en los organismos vivos) o estáticamente (propio de lo inorgánico, como la geología). Es cierto, sin embargo, que hay excepciones en ambos campos: por ejemplo, en hidrología, suele hablarse de equilibrio dinámico en las cuencas de los ríos.

## Historia
El concepto de estabilidad fue históricamente importante en astronomía, al referirse al problema de la estabilidad de las órbitas de los cuerpos celestes del sistema solar. De hecho el rey Óscar II de Suecia ofreció un premio de 2500 coronas a quien pudiera responder a la cuestión de si todo el sistema solar era realmente estable a muy largo plazo.
En la época moderna, las ciencias contribuyen a extender el número de notas del concepto, especialmente la termodinámica y sus principios. En la filosofía de la biología, concretamente en el neodarwinismo, la estabilidad de las especies es solamente aparente, al operar la selección natural un cambio continuo. La apariencia de estabilidad es por el gradualismo en el tempo del cambio: las variaciones se acumulan lenta y progresivamente (esto deja abierto el problema de cómo explicar casos de evoluciones que requieren un gran número de cambios simultáneos y coordinados, v.gr. el tránsito al bipedismo en los homínidos). Además la dirección del cambio es azarosa debido a las mutaciones aleatorias y sólo puede 
ser explicada retrospectivamente (esto también crea problemas al estatuto científico de esta doctrina, pues es de esperar de una teoría que pueda hacer predicciones, lo que resulta aquí imposible). La permanencia resulta finalmente por ausencia de presiones en el medio, lo que ha venido a denominarse "selección estabilizadora". En el estructuralismo biológico, no toda mutación permanecerá: Sólo si da lugar a un organismo estable, y por ello hace falta ver cómo afecta a la totalidad del sistema. El tempo del cambio es ahora discontinuo, hay cambios bruscos y periodos de estabilidad. La dirección es ahora relativamente necesaria, conjuga azar y necesidad (pues hay cambios imposibles). En la teoría del equilibrio puntuado el fenómeno de la estasis (estabilidad de las especies) se convierte en el fenómeno nuclear a explicar, frente al protagonismo que la Síntesis moderna de la evolución atribuye al cambio.
Sigmund Freud concibe el principio del placer como encaminado a mantener la excitación del sistema nervioso. Así, sería obtenido placer por los subjetos en caso de que los estímulos mantuvieran estable el nivel de excitabilidad, y displacer en caso contrario.
La doctrina del Eterno Retorno de lo Mismo, de Friedrich Nietzsche, tal y como es comprendida por Gilles Deleuze, sirve como refutación del mecanicismo cosmológico. Asumiendo la eternidad del tiempo pasado, el universo ya debería haber alcanzado un estado estable si lo tuviera. Y el supuesto de la eternidad del tiempo pasado se mantiene por la imposibilidad del devenir de comenzar a devenir de algo.